# Gadūnavas
Gadūnavas är en ort i Telšiai län i nordvästra Litauen. Enligt folkräkningen från 2011 har staden ett invånarantal på 98 personer.